# Paulo Noronha
Paulo Noronha (ur. 12 września 1966) – mozambicki lekkoatleta.
Brał udział w trójskoku mężczyzn na Letnich Igrzyskach Olimpijskich 1988, zajmując 39. miejsce w kwalifikacjach.